# Investitionsvertrag
Ein Investitionsvertrag, auch Investor-Staat-Vertrag, ist eine Vereinbarung zwischen einem Auslandsinvestor und einem Gaststaat, in dem gegenseitige Rechte und Pflichten festgehalten werden.
Darin können dem Investor bestimmte Genehmigungen oder Subventionen versprochen werden. Üblich ist auch, dem Investor zu garantieren, dass der Gaststaat keine Gesetze und Regularien zum Nachteil des Investors ändern wird („Stabilisierungsklausel“). Der Investor verspricht im Gegenzug z. B. eine bestimmte Höhe an Investitionen über einen bestimmten Zeitraum.
Typische Investitionsverträge sind Vereinbarungen zur Errichtung von Gemeinschaftsunternehmen (joint ventures) mit lokalen staatlichen Partnerunternehmen, Verträge zur Lieferung schlüsselfertiger Anlagen (turnkey contracts) oder sog. build, operate, transfer-Verträge, bei denen der Investor eine Anlage im Gaststaat errichtet und zeitlich begrenzt betreibt.
Obwohl Investitionsverträge von den Parteien dem Völkerrecht unterstellt werden können, handelt es sich nicht um völkerrechtliche Verträge, und ihr Bruch ist damit kein Bruch des Völkerrechts. Dem Investor wird jedoch im Investitionsvertrag häufig das Recht eingeräumt, ein Investitionsschiedsverfahren einzuleiten und Schadensersatz zu verlangen, wenn der Gaststaat gegen den Vertrag verstößt.